# Crivești (okręg Vaslui)
Crivești – wieś w Rumunii, w okręgu Vaslui, w gminie Tutova. W 2011 roku liczyła 446 mieszkańców.